# Cantone di Noyelles-sous-Lens
Il Cantone di Noyelles-sous-Lens era una divisione amministrativa dell'arrondissement di Lens.
È stato soppresso a seguito della riforma complessiva dei cantoni del 2014, che è entrata in vigore con le elezioni dipartimentali del 2015.
Comprendeva i comuni di:
- Billy-Montigny
- Fouquières-lès-Lens
- Noyelles-sous-Lens